# On a Night Like This
«On a Night Like This» —en español: «En una noche como esta»— es una canción escrita por Steve Storch, Graham Stack, Mark Taylor y Brian Rawling, y fue entregada a tres artistas: Pandora, Anna Vissi y Kylie Minogue. La canción disfrutó de gran éxito cuando Kylie Minogue lo publicó a finales de 2000 como el segundo sencillo de su álbum Light Years. Alcanzó el puesto 2 en Reino Unido siendo mantenido fuera del primer lugar por «Lady (Hear Me Tonight)» por Modjo. El sencillo alcanzó el primer lugar en las listas musicales de Australia. El lanzamiento de la canción coincidió con la interpretación de Kylie Minogue en los Juegos Olímpicos de Sídney cuando ella cantó esta canción. «On a Night Like This» hizo un récord en Australia por tener el retorno musical más grande como número uno. La canción fue más tarde versionada por la banda australiana de heavy metal Lord en 2008, y fue incluido en su EP Hear No Evil.
«On a Night Like This» recibió críticas mixtas, llamándola un punto cumbre del álbum Light Years, pero no una pista impresionante. Se convirtió en el segundo número uno de Minogue, después de su sencillo «Spinning Around», estando en listas musicales por 17 semanas, y recibiendo un Platino por la ARIA.
El video musical fue dirigido por Douglas Avery, que fue filmado en Monte Carlo.

## Historia
Escrito por Steve Torch, Graham Stack, Mark Taylor y Brian Rawling, el dúo productor Metrophonic (Graham Stack y Mark Taylor) entregaron la canción a tres artistas diferentes. Las tres versiones fueron producidas por Metrophonic. Ella publicó el sencillo a nivel mundial, lanzándolo primero en Australia y Nueva Zelanda el 25 de septiembre de 2000. Fue lanzado en Reino Unido y Estados Unidos el 7 de marzo, en 2005 digital y físicamente, pero lanzado antes de su lanzamiento digital.
Cuando Minogue se separó de su antigua discográfica DeConstruction Records, firmó con Parlophone Records, donde publicó su primer sencillo «Spinning Around» y poco después el álbum Light Years de dónde se desprende dicho sencillo. Fue su segundo lanzamiento de Parlophone, y fue su segundo sencillo para su álbum Light Years.
Pandora lanzó la canción en 1999, y lo incluyó en su álbum No Regrets, mientras Anna Vissi lo publicó en 2000, y lo incluyó en su álbum Everything I Am.

## Composición
«On a Night Like This» es una canción dance-pop de ritmo lento con influencias de música house. De acuerdo a NME, describió como un «tipo club-pop incidental». Tiene guitarras de influencias de las discotecas de Ibiza, y ritmos sintetizados fuertes. Dijo que la canción tiene una «estilo vocal de una mujer apasionada». Fue etiquetada como «nada excepcional».

## Video musical

### Desarrollo
El video musical para «On a Night Like This» fue dirigido por Douglas Avery, filmado en Monte Carlo, y fue basado vagamente en la película de drama Casino de Martin Scorsese, mientras Kylie se representa a sí misma como un personaje basado en la esposa mafiosa y aburrida interpretada por Sharon Stone, mientras el actor Rutger Hauer (de Blade Runner) interpreta al jefe de la mafia.

### Sinopsis
El video comienza con una escena de una reunión de mafiosos hablando en francés. Este es traducido con subtítulos, que dice: «El asunto no se maneja de esta manera, aquí en Monte Carlo. Está siendo cuidadosamente vigilado. Esto está vigilando muy de cerca a las autoridades. Las cosas que preguntas de nosotros no son tan fáciles». Mientras la canción inicia, muestra a Minogue en el trampolín de la piscina, y salta con su vestido Versace. Después ella canta lanzado el coro; más tarde se desviste, para luego lanzar su vestido furiosamente contra la mampara de la estancia. Mientras el segundo verso inicia, ella aparece con más vestidos Versace, con joyas de diamantes muy caros, en una limusina. Cuando el coro comienza, ella aparece en un casino de Monte Carlo, en donde ella gana dinero en una apuesta. Luego retorna a su residencia. Su esposo se fija en ella con indiferencia, logrando que ella derriba algunas cosas y prosiga con su rutina de siempre.

### Recepción
En MUZU.TV, el video fue calificado con cinco estrellas, mientras lo llamaban una «pista romántica». Desde febrero de 2011, el video ha tenido 400 «me gusta» y 10 «disgustos» en Parlophone. Este fue llamara como un vídeo pop capaz de hacer impresionar.

### Controversias
Mientras el video disfrutaba un éxito moderado alrededor del mundo, mantuvo cierta controversia. De acuerdo a los reportes de NME, el video original supuestamente contiene escenas que resultaría necesario para una censura en los medios de comunicación. The Directors Cut ha sido informado de contener a Minogue con una desnudez entera de los pechos, sin embargo, NME reportó que los planes para lanzar tal video musical fueron abandonados. A pesar de esto, en la versión editada puede verse que ella vestía algo bajo el traje Versace traslúcido.

## Charts
Este fue el segundo tema promocional del disco Light Years, y al igual que su predecesor "Spinning Around" fue todo un éxito en Europa y Oceanía. En el Viejo Continente logró ubicarse en el primer puesto de Moldavia, Estonia y el UK Club Chart. En el UK Singles Chart pegó en el casillero 2, al igual que Eslovenia, y ocupó el tercer lugar en Croacia. 
En Australia fue número 1 durante dos semanas, logrando además disco de platino por vender más de 70 mil copias. En Nueva Zelanda ocupó el #35, pero sí consiguió un buen recibimiento en las radios. 
En Asia se posicionó del primer lugar en Israel y Japón (Tower records). A su vez también lideró en Sudáfrica en el continente africano.

## Formatos
Australia CD 1
1. "On a Night Like This" — 3:32
2. "On a Night Like This" [Rob Searle Mix] — 7:58
3. "On a Night Like This" [Motiv8 Nocturnal Vocal Mix] — 7:31
4. "On a Night Like This" [Bini and Martini Club Mix] — 6:34
5. "On a Night Like This" [Video]

UK CD 1
1. "On a Night Like This" — 3:32
2. "Ocean Blue" — 4:22
3. "Your Disco Needs You" [Almighty Mix] — 8:22
4. "On a Night Like This" [Enhanced Video]

Europa CD 1/Australia CD 2 
1. "On a Night Like This" — 3:32
2. "Ocean Blue" — 4:22
3. "Your Disco Needs You" [Almighty Mix] — 8:22
4. "On a Night Like This" [Halo Mix] — 8:05

UK CD 2
1. "On a Night Like This" — 3:32
2. "On a Night Like This" [Rob Searle Mix] — 7:58
3. "On a Night Like This" [Motiv8 Nocturnal Vocal Mix] — 7:31

Europa CD 3
1. "On a Night Like This" — 3:32
2. "Ocean Blue" — 4:22
3. "On a Night Like This" [Video]

## Presentaciones en vivo
- On A Night Like This Tour
- KylieFeverTour 2002
- Showgirl: The Greatest Hits Tour
- Showgirl: Homecoming Tour
- Money Can't Buy
- An Audience With... Kylie
- KylieX2008
- Aphrodite World Tour
- Kiss Me Once Tour

## Listas de popularidad
| \| Chart (2000)[4] \| Posición más alta posición \| \| ------------------------------ \| -------------------------- \| \| Australia ARIA Singles Chart \| 1 \| \| Bélgica Singles Chart \| 16 \| \| Estonia Singles Chart \| 1 \| \| European Hot 100 Singles Chart \| 5 \| \| Finlandia Singles Chart \| 15 \| \| Francia Singles Chart \| 28 \| \| Alemania Singles Chart \| 47 \| \| Hungría Singles Chart \| 1 \| \| Países Bajos Singles Chart \| 28 \| \| Nueva Zelanda Singles Chart \| 26 \| \| Rumania Singles Chart[5] \| 5 \| \| Rusia Singles Chart \| 19 \| \| España Singles Chart \| 16 \| \| Suecia Singles Chart \| 21 \| \| UK Singles Chart \| 2 \| |                            |
| Chart (2000) | Posición más alta posición |
| Australia ARIA Singles Chart | 1                          |
| Bélgica Singles Chart | 16                         |
| Estonia Singles Chart | 1                          |
| European Hot 100 Singles Chart | 5                          |
| Finlandia Singles Chart | 15                         |
| Francia Singles Chart | 28                         |
| Alemania Singles Chart | 47                         |
| Hungría Singles Chart | 1                          |
| Países Bajos Singles Chart | 28                         |
| Nueva Zelanda Singles Chart | 26                         |
| Rumania Singles Chart | 5                          |
| Rusia Singles Chart | 19                         |
| España Singles Chart | 16                         |
| Suecia Singles Chart | 21                         |
| UK Singles Chart | 2                          |